# ماري توسو

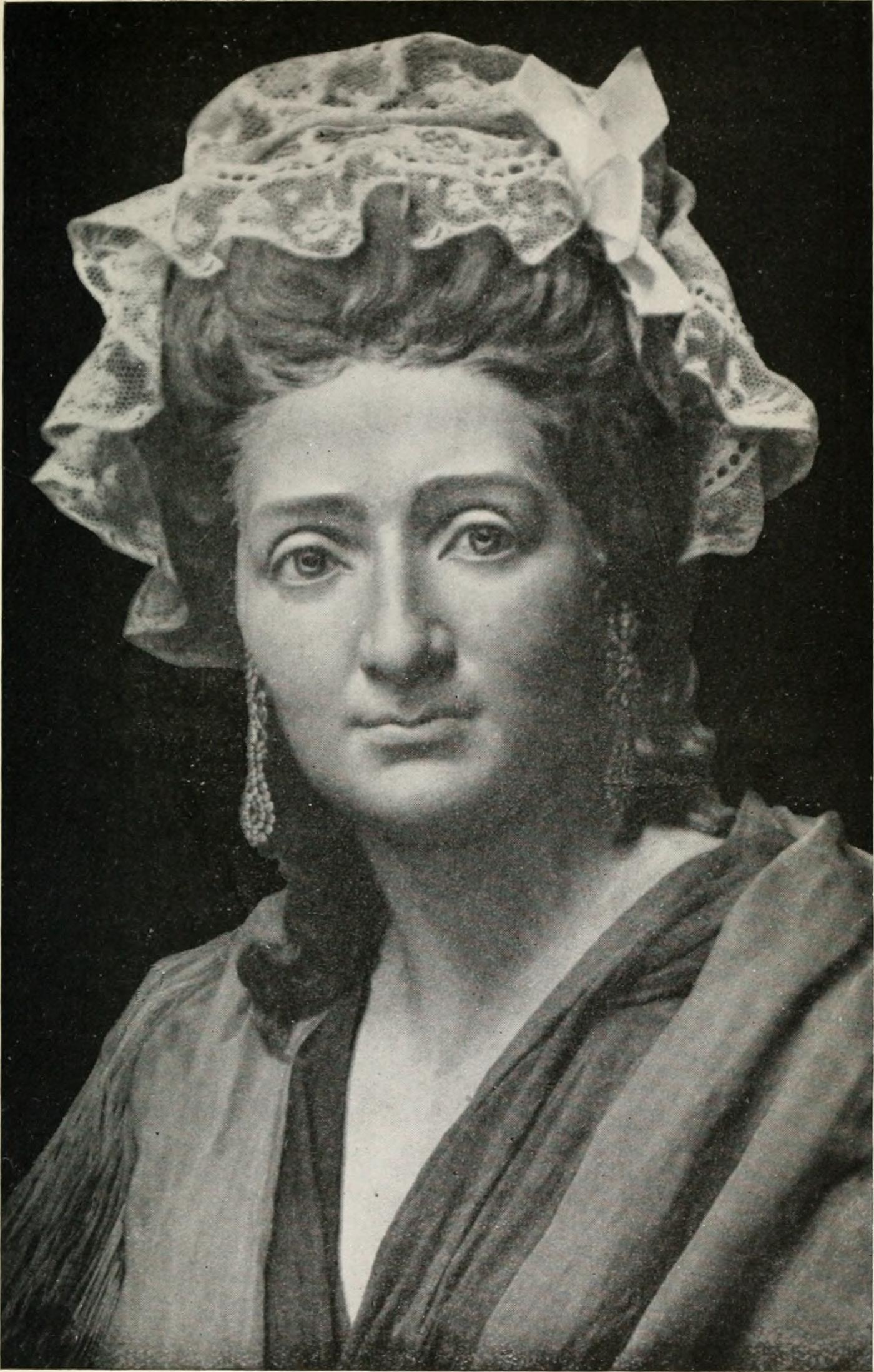
السيدة ماري توسو سنة 1803 و عمرها 42 سنة.

ماري توسو (بالفرنسية: Marie Tussaud) قبل الزواج كانت ""ماري غروسهولتز""، ولدت في 1 ديسمبر 1761 في ستراسبورغ، فرنسا وتوفيت في 15 أبريل 1850، لندن وهي مؤسسة متحف الشمع الذي يقع في لندن ""متحف مدام تيسو"" الذي افتتحته في لندن وعمرها يناهز 64 عاما.
عاشت مدام توسو عند فيليب ماتي كورتز طبيب ونحات سويسري الذي علمها فن نمذجة الشمع. وقد صنعت في وقت مبكر من عمرها شخصيات شمعية من عصرها مثل فولتير وبنجامين فرانكلين، قبل أن تذهب إلى قصر فيرساي حيث صنعت نماذج لويس السادس عشر وعائلته.
سمحت لها الثورة الفرنسية بتوسيع مواهبها من خلال صنع أقنعة لمشاهير فرنسا. عندما ذهبت إلى المنفى في المملكة المتحدة، صنعت أول تماثيلها الشمعية لكل من لويس السادس عشر وماري أنطوانيت.

## السيرة الذاتية
ولدت ""ماري غروسهولتز"" في ستراسبورغ في سنة 1761 لأبيها الجندي جوزيف غروسهولتز والذي مات قبل ولادة ماري توسو بشهرين في حرب السنوات السبع. وبعد وفاته أصبحت والدتها "" آن مايد "" خادمة في برن مع الدكتور فيليب ماتي كورتز (1741-1794) حيث كان عالم فيزياء وطبيب وأيضا نحات شمع، وهي تقنية تستخدم في أساسا في التشريح والتي أصبحت فيما بعد تستخدم في صنع نماذج من الشمع.

و بما أن والدها قد مات وهي تعيش في منزل عالم الفيزياء فقد أصبحت تناديه بعمها.

في سنة 1765، انتقل العالم ""كورتز"" إلى باريس لإنشاء نماذج من الشمع، وترك ماري وأمها في برن. وفي وجوده في باريس، أنشأ ""كورتز"" نماذج لكل من مدام دو باري عشيقة لويس الخامس عشر.

لذلك فتمثال عشيقة لويس الخامس عشر هو أقدم نموذج لا يزال يعرض حتى الآن.

في عام 1767، جلب ""كورتز"" ماري ووالدتها إلى باريس. وفي عام 1770، عرض ""كورتز"" ولأول مرة إنجازاته الشمعية وحيث استقطب المعرض حشدا كبيرا جدا وانتقل المعرض بعد ذلك إلى القصر الملكي في عام 1776.

""كورتز"" قام بتعليم فن نمذجة الشمع وعملت من أجلها. وأظهرت موهبتها في ذلك. انجازه الأول هو تمثال فولتير في 1777 وأيضا تمثال جان جاك روسو في 1778 وفي الوقت نفسه تمثال بنجامين فرانكلين.

في 1782، افتتح ""كورتز"" معرضه الثاني في بولفارد دو تومبل وسماها مقطورة لصوص الرائعة.

بعد فترة وجيزة، أصبحت باريس في معمعة الثورة الفرنسية. وكانت ماري تشارك بطريقتها الخاصة حيث أنها صنعت في ذلك الوقت تماثيلها الشمعية الأكثر شهرة نابليون الأول وماكسميليان روبسبير. ومع ذلك، كانت على علاقة جيدة جدا مع الملوك وخاصة بين 1780 حتى 1788، وفيما بعد أصبحت تدرس الفن لشقيقة لويس السادس عشر ملك فرنسا.و كان وجوده شائعا حتى أن دعيت للعيش في قصر فيرساي.

في 12 يوليو 1789، صنع ""كورتز"" رأسي رجل الأعمال السويسري جاك نيكار ودوق شارتر لويس فيليب دو أورليان الفرنسي قبل يومين فقط من الثورة الفرنسية.

ماري توسو اعتقلت من قبل الثوار للاشتباه في تعاطفها مع الملك. انتظرت أن يذهب إلى المقصلة في السجن بنفس زنزانة جوزفين دو بوهارناس. وقد أعفي عنها بسبب موهبتها في النحت (الشمع أساسا) حيث صنعت نماذج لكل من ماري أنطوانيت، جان بول مارا وماكسميليان روبسبير.

في 1794، وبعد وفاة ""كورتز""، وترك هذا الأخير مجموعته من أعمال الشمع إلى ""ماري توسو"".

تزوجت ماري في العام التالي مع فرانسوا توسو أي في 28 أكتوبر 1795، باريس، وبعد ذلك أنجبت طفلين، جوزيف (1798) وفرانسوا.

في عام 1802، وبعد معاهدة أميان التي أنهت التحالف الثنائي، ذهبت ماري إلى لندن مع ابنها الأكبر ""جوزيف""، البالغ من العمر 4 سنوات لتقديم مجموعتها من النماذج. وخلال رحلته سيمثل مجموعة أمه من النماذج في بريطانيا العظمى وجزيرة أيرلندا، ولكن حرب التحالف الثالث أدت إلى حرب وكانت النتيجة أن ""ماري"" لا تستطيع الانضمام إلى فرنسا.

في عام 1822، خلال فصل الربيع وبسبب التوتر في سفارة الفيكونت دوشاتوبريان في لندن (2 أبريل-8 سبتمبر)، إنضم الابن الثاني ""فرانسوا"" إلى أمه ""ماري"".

في عام 1835، ""ماري"" أقامت معرضها الأول في شارع بيكر وأسمه بازار شارع بيكر.

في عام 1838، وبعمر 77 سنة، كتبت ""ماري توسو"" مذكراتها وأعمالها في سنة 1842 ولا يزال هناك صورة ذاتية في مدخل المتحف، الذي لا يزال يحتوي على بعض التماثيل التي صنعتها ""ماري توسو"" نفسها.

في عام 1850، توفيت ""ماري توسو"" في منزلها في لندن خلال النوم عن عمر يناهز ال 88 سنة.
و وضعت لوحة شرف تمثل «مدام توسو ماري» على الجانب الأيمن من صحن كنيسة سانت ماري التي تقع في كادوجان ستريت في لندن والتي تحمل تاريخ وفاة ""ماري"" وهو 15 أفريل 1850.

## متاحف مدام توسو
متحف الشمع ""متحف مدام تيسو"" أصبح تدريجيا معلما سياحيا هاما في لندن وهو موقع جذب سياحي كبير وقد تم فتح فروع له في أمستردام وهونغ كونغ (قمة فيكتوريا)، لاس فيغاس، نيويورك وكوبنهاغن واسطنبول.

## مقالات ذات صلة
- متحف مدام توسو.
- متحف شمع

## روابط خارجية
- ماري توسو على موقع الموسوعة البريطانية (الإنجليزية)
- ماري توسو على موقع إن إن دي بي (الإنجليزية)

- الموقع الرسمي لمتحف ""مدام توسو"".